# Thymosia guernei
Thymosia guernei är en svampdjursart som beskrevs av Topsent 1895. Thymosia guernei ingår i släktet Thymosia och familjen Chondrillidae. Inga underarter finns listade i Catalogue of Life.